# Chip Knight
Howard Knight detto Chip (Stamford, 11 gennaio 1975) è un ex sciatore alpino statunitense specialista dello slalom speciale, vincitore della Nor-Am Cup nel 2001-2002.

## Biografia
Originario di Stowe, Knight debuttò in campo internazionale ai Mondiali juniores di Montecampione/Colere 1993, dove vinse la medaglia d'oro nello slalom speciale; l'anno dopo ai Mondiali juniores di Lake Placid si aggiudicò la medaglia d'argento nella medesima specialità. Sempre in slalom speciale esordì in Coppa del Mondo, l'8 gennaio 1995 a Garmisch-Partenkirchen, e ai Campionati mondiali, nella rassegna iridata di Sierra Nevada 1996, in entrambi i casi senza completare la gara; anche ai successivi Mondiali di Sestriere 1997 non portò a termine lo slalom speciale.
Ai XVIII Giochi olimpici invernali di Nagano 1998, sua prima presenza olimpica, non completò lo slalom speciale, mentre ai successivi XIX Giochi olimpici invernali di Salt Lake City 2002 nella medesima specialità si classificò all'11º posto; in quella stessa stagione 2001-2002 si aggiudcò sia la Nor-Am Cup generale, sia le classifiche di slalom gigante e di slalom speciale. Il 16 dicembre 2002 ottenne a Sestriere in slalom speciale il miglior piazzamento in Coppa del Mondo (6º); ai successivi Mondiali di Sankt Moritz 2003, sua ultima presenza iridata, sempre in slalom speciale fu 11º.
Il 9 marzo 2005 conquistò a Mont-Tremblant in slalom speciale l'ultima vittoria, nonché ultimo podio, in Nor-Am Cup e alla fine di quella stagione 2004-2005 vinse nuovamente la classifica della specialità nel circuito continentale nordamericano; l'anno dopo ai XX Giochi olimpici invernali di Torino 2006, sua ultima presenza olimpica, si classificò 18º nello slalom speciale e l'11 marzo dello stesso anno prese per l'ultima volta il via in Coppa del Mondo, a Shigakōgen in slalom speciale senza completare la gara. Si ritirò al termine di quella stessa stagione 2005-2006 e la sua ultima gara fu uno slalom speciale FIS disputato il 5 aprile a Killington, vinto da Knight.

## Palmarès

### Mondiali juniores
- 2 medaglie:
  - 1 oro (slalom speciale a Montecampione/Colere 1993)
  - 1 argento (slalom speciale a Lake Placid 1994)

### Coppa del Mondo
- Miglior piazzamento in classifica generale: 58º nel 2003

### Coppa Europa
- Miglior piazzamento in classifica generale: 36º nel 2001
- 1 podio (dati parziali, dalla stagione 1994-1995):
  - 1 terzo posto

### Nor-Am Cup
- Vincitore della Nor-Am Cup nel 2002
- Vincitore della classifica di slalom gigante nel 2002
- Vincitore della classifica di slalom speciale nel 1996[1], nel 2002 e nel 2005
- 30 podi (dati parziali, dalla stagione 1994-1995):
  - 12 vittorie
  - 7 secondi posti
  - 11 terzi posti

#### Nor-Am Cup - vittorie
| Data            | Località           | Paese       | Specialità |
| --------------- | ------------------ | ----------- | ---------- |
| 7 marzo 1996    | Osler Bluff        | Canada      | SL         |
| 3 gennaio 1999  | Whiteface Mountain | Stati Uniti | SL         |
| 13 marzo 2000   | Nakiska            | Canada      | GS         |
| 13 marzo 2001   | Stoneham           | Canada      | GS         |
| 7 marzo 2002    | Osler Bluff        | Canada      | SL         |
| 24 marzo 2002   | Nakiska            | Canada      | SL         |
| 25 marzo 2002   | Nakiska            | Canada      | SL         |
| 27 marzo 2002   | Nakiska            | Canada      | GS         |
| 10 marzo 2004   | Mont-Tremblant     | Canada      | GS         |
| 6 dicembre 2004 | Beaver Creek       | Stati Uniti | GS         |
| 8 marzo 2005    | Mont-Tremblant     | Canada      | SL         |
| 9 marzo 2005    | Mont-Tremblant     | Canada      | SL         |

Legenda:

GS = slalom gigante

SL = slalom speciale

### Campionati statunitensi
- 6 medaglie (dati dalla stagione 1994-1995):
  - 1 oro (slalom speciale nel 1996)
  - 1 argento (slalom speciale nel 1997)
  - 4 bronzi (slalom speciale nel 1999; slalom speciale nel 2004; slalom gigante, slalom speciale nel 2006)